# Muhammed Shukri
Muhammed Shukri (alternativ transkribering Mohamed Choukri eller Muḥemmed Cikri) född den 15 juli 1935 i Beni Chikar i Rifbergen i Marocko, död den 15 november 2003 i Tanger, var en marockansk författare, främst känd för den självbiografiska debutromanen Det nakna brödet och för sin vänskap med många berömda författare som bodde i Tanger, bland dem Paul Bowles, Jean Genet och Tennessee Williams.
Shukri föddes i en fattig familj i Rifbergen i norra delen av landet, men familjen flyttade på grund av hungersnöd till Tanger. När han var 11 år rymde han hemifrån eftersom fadern misshandlade honom. Han levde på gatan och försörjde sig som småtjuv samt med diverse olika småjobb.
Han debuterade som författare med novellen Al-unf ala al-shatiʾ ("Våld på stranden", 1966), och fick sitt stora genombrott med den självbiografiska debutromanen Det nakna brödet (1973), som först publicerades på engelska av Paul Bowles, som då var bosatt i Tanger. Romanen hade dessförinnan av myndigheterna förhindrats att ges ut på arabiska, på grund av dess skildring av gatlivet med dess prostituerade, homosexuella och småbrottslingar.[källa behövs] Först nio år senare kom den för första gången ut på arabiska. Efter den stora framgången med debutromanen skrev inte Shukri något mer på nästan 20 år.
Därefter hann han publicera ytterligare två självbiografiska romaner. På senare år vann han erkännande i hela arabvärlden, och vid hans död kallade Marockos kung Muhammed VI honom "en av [våra] pionjärer inom romankonsten".

## Verk på svenska
- Det nakna brödet: en självbiografisk berättelse. Furulund: Alhambra förlag. 2002. Libris 8436056. ISBN 91-88992-57-8